# ロロ・ボリーチ・スタジアム
ロロ・ボリーチ・スタジアム（Loro Boriçi Stadium アルバニア語: Stadiumi "Loro Boriçi"）は、アルバニア・シュコドラにある多目的スタジアム。シュコドラのサッカークラブ、FKヴラズニアのホームスタジアムで、アルバニア代表の試合も開催されている。完成当初の名前は「ヴォヨ・クシ・スタジアム（Vojo Kushi Stadium アルバニア語: Stadiumi Vojo Kushi）」で、地元シュコドラ出身のパルチザンの指導者にちなんで付けられた。現在の「ロロ・ボリーチ・スタジアム」は、シュコドラ出身のアルバニア代表サッカー選手・ロロ・ボリーチにちなむ。

## 歴史

### 旧スタジアム
1950年5月17日にスタジアム建設が始まり、1952年5月1日に完成した。
代表戦初開催は2003年3月のUEFA EURO 2004予選・ロシア戦で、試合には3-1で勝利した。

### 新スタジアム
旧スタジアムの老朽化を受け、2014年10月に新スタジアムの建設が決定された。新スタジアム建設は2015年5月3日に始まり、収容人数は18,100人が予定されている。
2016年9月にこけら落としとしてアルバニア対マケドニアの試合が開催された。試合は2-1でアルバニアが勝利した。
2018 FIFAワールドカップ・予選ではアルバニア代表の他に、改修工事のため自国スタジアムが使えないコソボ代表もこのスタジアムをホームスタジアムとして使用した。